# Tripyloides amazonicus
Tripyloides amazonicus is een rondwormensoort uit de familie van de Tripyloididae. De wetenschappelijke naam van de soort is voor het eerst geldig gepubliceerd in 1957 door Gerlach.